# Prefetti della provincia di Avellino
Elenco completo dei prefetti della provincia di Avellino dal 1861.

## Regno d'Italia
- Nicola de Luca (17 novembre 1861 - 16 ottobre 1864)
- Nicola Bruni Grimaldi (19 ottobre 1864 - 19 novembre 1868)
- Tommaso Sorisio (12 dicembre 1868 - 1º settembre 1869)
- Camillo Amour (29 ottobre 1869 - 21 dicembre 1871)
- Bartolomeo Casalis (22 dicembre 1871 - 12 marzo 1874)
- Alessandro Righetti (13 marzo 1874 - 1º aprile 1875)
- Antonio Binda (2 aprile 1875 - 19 aprile 1876)
- Alessandro Cornillon de Massoius (14 maggio 1876 - 20 aprile 1882)
- Emilio Caracciolo di Sarno (21 aprile 1882 - 21 aprile 1886)
- Antonio La Mola (22 aprile 1886 - 22 marzo 1888)
- Leonardo Ambrosetti (23 marzo 1888 - 15 febbraio 1890)
- Ferdinando Perrino (16 febbraio 1890 - 18 luglio 1891)
- Felice Segre (29 giugno 1892 - 15 novembre 1893)
- Francesco Frate (16 novembre 1893 - 15 febbraio 1896)
- Gennaro Minervini (1º marzo 1896 - 14 aprile 1896
- Fabrizio Plutino (20 maggio 1896 - 15 settembre 1899)
- Riccardo Frola (1º ottobre 1899 - 30 novembre 1901)
- Carlo Chiaro (1º dicembre 1901 - 14 agosto 1903)
- Gennaro Minervini (15 agosto 1903 - 14 dicembre 1909)
- Diodato Sansone (15 dicembre 1909 - 31 marzo 1914)
- Filoteo Lozzi (16 aprile 1914 - 28 febbraio 1916)
- Luigi De Lachenal (1º marzo 1916 - 16 ottobre 1917)
- Pietro Frigerio (16 novembre 1917 - 15 aprile 1920)
- Giovanni Garzaroli (16 aprile 1920 - 31 gennaio 1921)
- Giuseppe Ferrari di Caporciano (1º febbraio 1921 - 23 giugno 1921)
- Efisio Baccaredda (24 giugno 1921 - 15 luglio 1923)
- Raffaele Rocco (16 luglio 1923 - 25 luglio 1924)
- Antonio Boragno (1º agosto 1924 - 21 ottobre 1924)
- Dante Almansi (22 ottobre 1924) - 11 febbraio 1926)
- Eugenio Violardi (12 febbraio 1926 - 15 dicembre 1926)
- Pietro Carini (16 dicembre 1926 - 30 giugno 1928)
- Michele Chiaramonte (1º luglio 1928 - 19 marzo 1930)
- Francesco Vicedomini (20 marzo 1930 - 9 settembre 1933)
- Nicola Enrico Trotta (10 settembre 1933 - 31 luglio 1936)
- Tullio Tamburini (1º agosto 1936 - 20 agosto 1939)
- Nicola Trifuoggi (21 agosto 1939 - 15 giugno 1943)
- G. Battista Zanframundo (16 giugno 1943 - 7 giugno 1944)
- Raffaele Intonti (8 giugno 1944 - 9 ottobre 1944)
- Roberto Siragusa (10 ottobre 1944 - 29 marzo 1945)
- Roberto Foti (30 marzo 1945 - 9 ottobre 1946)

## Repubblica italiana
- Francesco Orlandi (10 ottobre 1946 - 9 agosto 1948)
- Giovanni Velasco (10 agosto 1948 - 23 novembre 1950)
- Giorgio Aurelio Ponte (10 dicembre 1950 - 10 ottobre 1951)
- Gaetano Orrù (11 ottobre 1951 - 14 dicembre 1952)
- Giorgio Pandozy (1º gennaio 1953 - 21 ottobre 1956)
- Rodolfo D'Addario (22 ottobre 1956 - 7 ottobre 1958)
- Pietro Tedesco (8 ottobre 1958 - 10 ottobre 1961)
- Guido di Napoli (11 ottobre 1961 - 27 agosto 1962)
- Guido Mattucci (28 agosto 1962 - 10 aprile 1964)
- Mario Cataldi (11 aprile 1964 - 19 ottobre 1970)
- Italo Lamorgese (20 ottobre 1970 - 9 aprile 1975)
- Michele Barile (10 aprile 1975 - 15 gennaio 1978)
- Attilio Alfonso Lobefalo (16 gennaio 1978 - 25 novembre 1980)
- Carmelo Caruso (26 novembre 1980 - 27 maggio 1984)
- Marcello Bonanno (28 maggio 1984 - 31 marzo 1985)
- Michele De Feis (1º aprile 1985 - 29 febbraio 1988)
- Raffaele Sbrescia (1º marzo 1988 - 31 gennaio 1991)
- Bartolomeo Galdenzi (1º febbraio 1991 - 19 maggio 1991)
- Luigi Piscopo (20 maggio 1991 - 12 settembre 1993)
- Giuseppe Leuzzi (13 settembre 1993 - 9 luglio 1995)
- Vincenzo Renato Stranges (10 luglio 1995 - 9 luglio 2000)
- Claudio Meoli (10 luglio 2000 - 29 dicembre 2003)
- Costantino Ippolito (30 dicembre 2003 - 14 gennaio 2007)
- Paolo Orrei (15 gennaio 2007 - 9 gennaio 2008)
- Ennio Blasco (10 gennaio 2008 - 1º aprile 2012)
- Umberto Guidato (2 aprile 2012 - 29 dicembre 2013)
- Carlo Sessa (30 dicembre 2013 - 24 agosto 2017)
- Maria Tirone (25 agosto 2017 - 24 novembre 2019)
- Paola Spena (25 novembre 2019 - 19 maggio 2024)
- Rossana Riflesso (20 maggio 2024 - in carica)